# Casal Comba
Casal Comba é uma freguesia portuguesa do município da Mealhada. Tem 18,80 km² de área e 3073 habitantes (censo de 2021), tendo, por isso, uma densidade populacional de 163,5 hab./km².

## História
Até ao início do século XIX a freguesia constituiu o couto de Casal Comba, sendo integrada no concelho (atual município) da Mealhada em 4 de julho de 1837, por decreto de D. Maria II.

## Demografia
A população registada nos censos foi:
| Ano  | 0-14 Anos | 15-24 Anos | 25-64 Anos | > 65 Anos |
| 2001 | 504       | 430        | 1759       | 605       |
| 2011 | 412       | 322        | 1716       | 733       |
| 2021 | 317       | 296        | 1579       | 881       |

## Geografia
Localizada numa colina, a oeste do rio Cértoma, Casal de Comba desfruta de uma panorâmica paisagem, com a serra do Buçaco, a leste e o conjunto de vinhedos a oeste, numa surpreendente paisagem de baixas colinas quase equidistantes.
Alguns lugares da freguesia de Casal Comba são: Casal Comba, Pedrulha, Vimieira, Mala, Ponte de Viadores, Lendiosa, Carqueijo, Silvã.
Diversos restaurantes estão instalados nos limites da freguesia, sobretudo à margem da EN-1.

## Património
- Estação da Mala-Posta de Carqueijo
- Marco miliário a Calígula, indicando XII milhas a Coimbra (via romana que passava em Casal Comba)
- Igreja de São Martinho (matriz)
- Cruzeiro
- Capelas de Nossa Senhora da Apresentação e de São Romão
- Estações arqueológicas da Vimieira e da Pedrulha

## Lenda dos bisavós
Há muito, muito tempo, vivia nesta terra, uma senhora chamada «Maria Comba». Essa senhora era muito rica, e, dona de todas as propriedades circundantes.
Certo dia, enquanto os seus empregados trabalhavam a terra, eis que se levanta um vendaval que lhe leva uma junta de bois com o arado. 
Triste e desesperada, reza a S. Martinho para que os seus bois sejam salvos, prometendo construir uma igreja no sítio onde os seus bois aparecessem. 
Uma vez que os bois apareceram foi imediatamente dado início à construção da igreja.
Quando ficou pronta, os empregados e os forasteiros começaram a construir as suas casas à volta da igreja. Pouco tempo depois, já havia um pequeno povoado, com a necessidade de ter um nome.
Em homenagem à Dona Maria Comba, que tinha um casal de filhos, e, sem a sua promessa não haveria igreja alguma e esta história não seria contada, os moradores decidiram chamar ao povoado: Casal da Comba.
Com a evolução dos tempos, passou-se a chamar e a escrever: Casal Comba.

## Casal Comba
A Freguesia de Casal Comba é composta por nove lugares tendo cada um deles um arreigado sentimento bairrista, facto que, no entanto, não compromete a unidade da Freguesia.
Povoação já muito antiga, Casal Comba sente as notícias das suas origens de forma ainda muito nebulosa, havendo mesmo quem, de entre os habitantes desta Freguesia, reclame a necessidade de um estudo mais apurado, mais profundo dos factos que narram a sua História.
A origem do topónimo “Casal Comba” está envolto num manto nebuloso de incertezas sendo a explicação mais comum e mais divulgada, aquela que nos fala da pertença destas terras a um casal de moradores, tendo a senhora o nome de Columba que na língua latina significa Pomba. Esta teoria defende que, por corrupção, o termo passaria a Comba, justificando-se assim a denominação de Casal Comba.
Existem documentos que nos falam da ligação desta terra ao extinto Mosteiro de Arouca, enquanto que em documentos que se registam no Cartulário da Sé de Coimbra (Livro Preto) surgem várias referências de doações, de contratos de compra e venda relativos, a lugares da actual Freguesia de Casal Comba, como são exemplos: Documento nº 222 do ano de 1110 consta de uma doação à Sé de Coimbra de propriedades na vila de Vimieira; Documento nº 409, de 1126, uma concessão de metade da Vila de Vimieira a D. Artaldo; Documento nº 242 de 1123 em que se regista a doação de Pedro Alvites, à Sé de Coimbra, das suas possessões na vila de Pedrulha; Documento nº 492, de 1099, um contrato de compra e venda de terrenos e direitos de água no lugar da Silvã.